# Gac
Cet article possède un paronyme, voir Gać.
Espèce
Le gac (vietnamien gấc, prononcé [ɣək]), Momordica cochinchinensis, est une espèce de plantes à fleurs de la famille des Cucurbitaceae. Le fruit, également couramment appelé courge de Cochinchine, concombre amer, courge douce ou fruit du ciel, est un mets d'Asie du Sud que l'on trouve principalement dans les régions du Sud de la Chine mais aussi en Thaïlande, au Laos, en Birmanie, au Cambodge, au Viêt Nam ainsi qu'au Nord-Est de l'Australie.

## Présentation
Le gac est un fruit hérissé de piquants, orange à rouge vif quand il est mûr (sinon il est vert). Il est produit par une plante rampante tropicale appartenant à la famille des Cucurbitaceae et au genre Momordica. Sa chair est jaune et ses graines rouges et gélatineuses.  

Momordica cochinchinensis
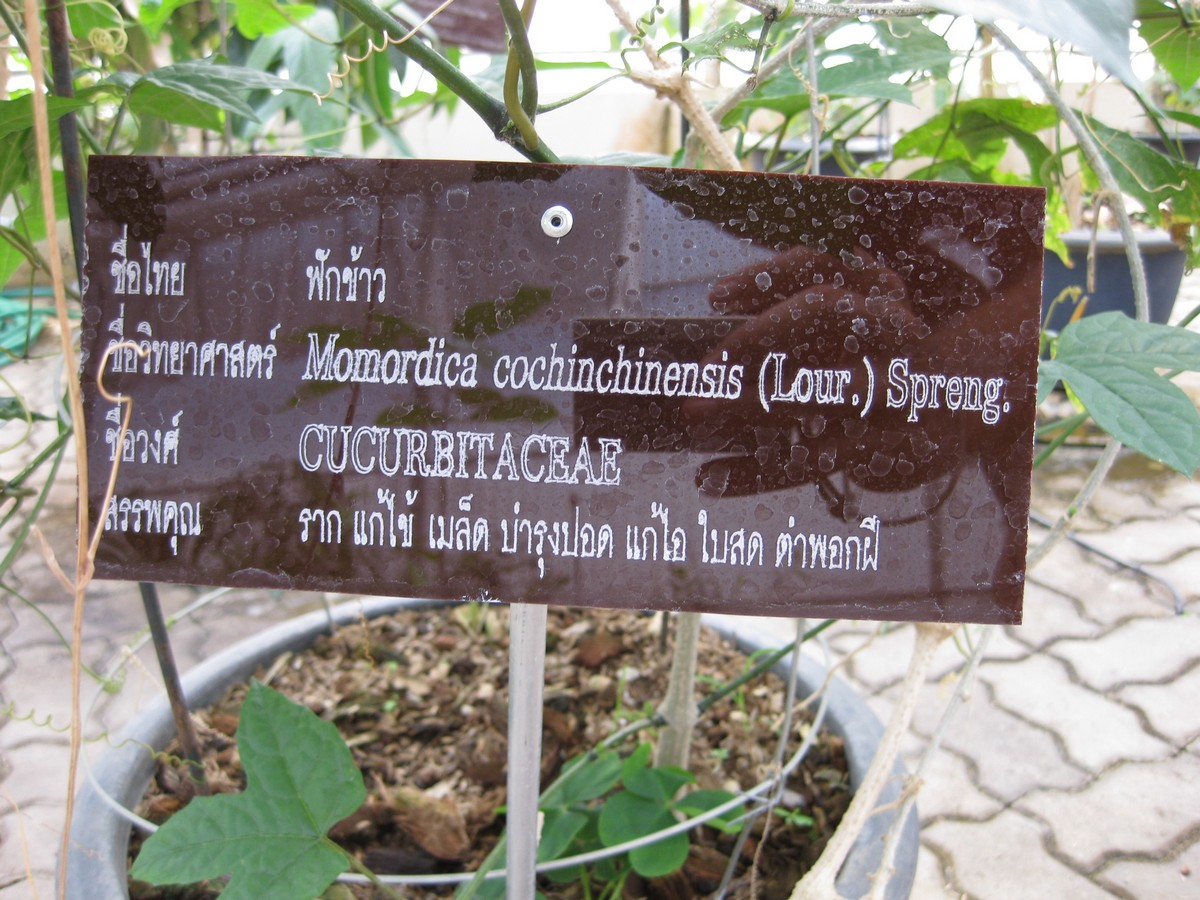
Panneau descriptif en thaï, au Jardin botanique de la reine Sirikit, en Thaïlande.
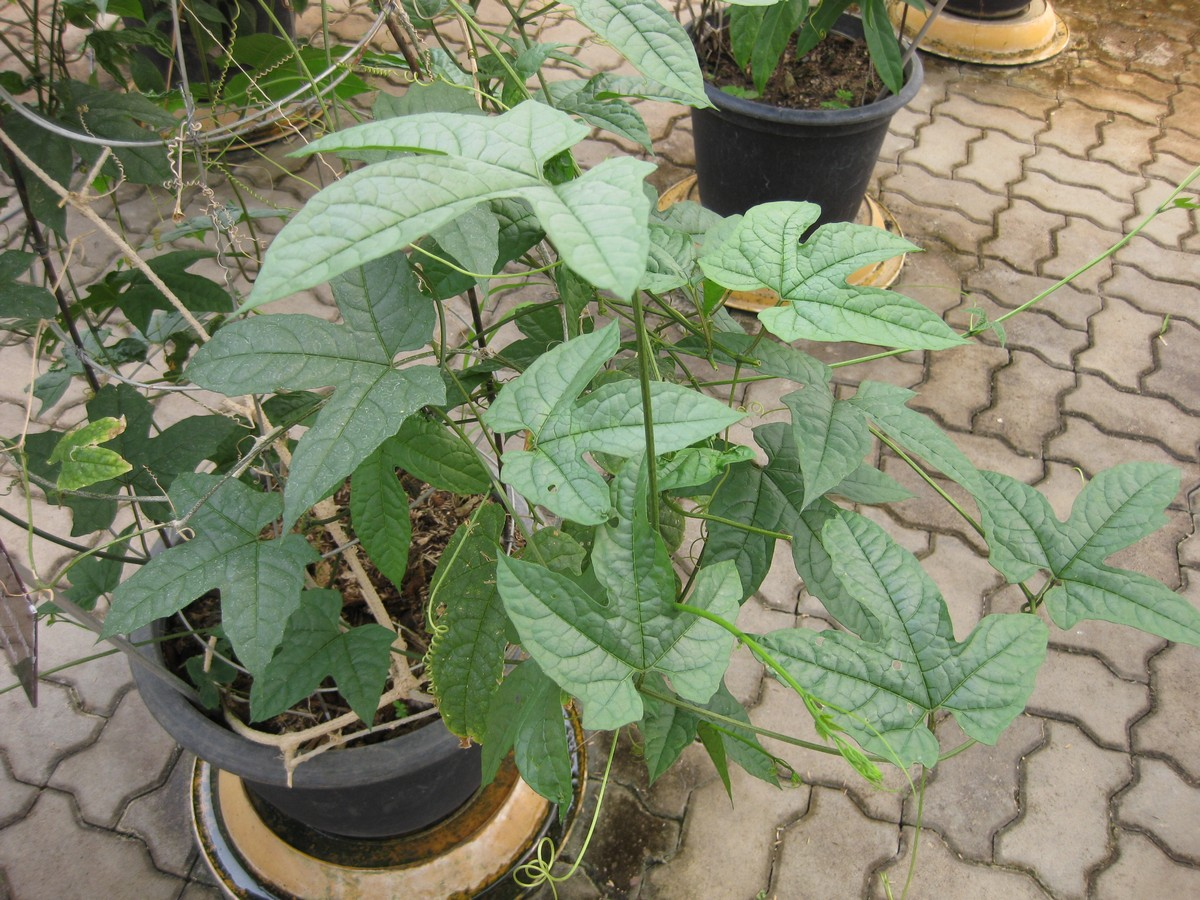
Jeune plante rampante en pot.
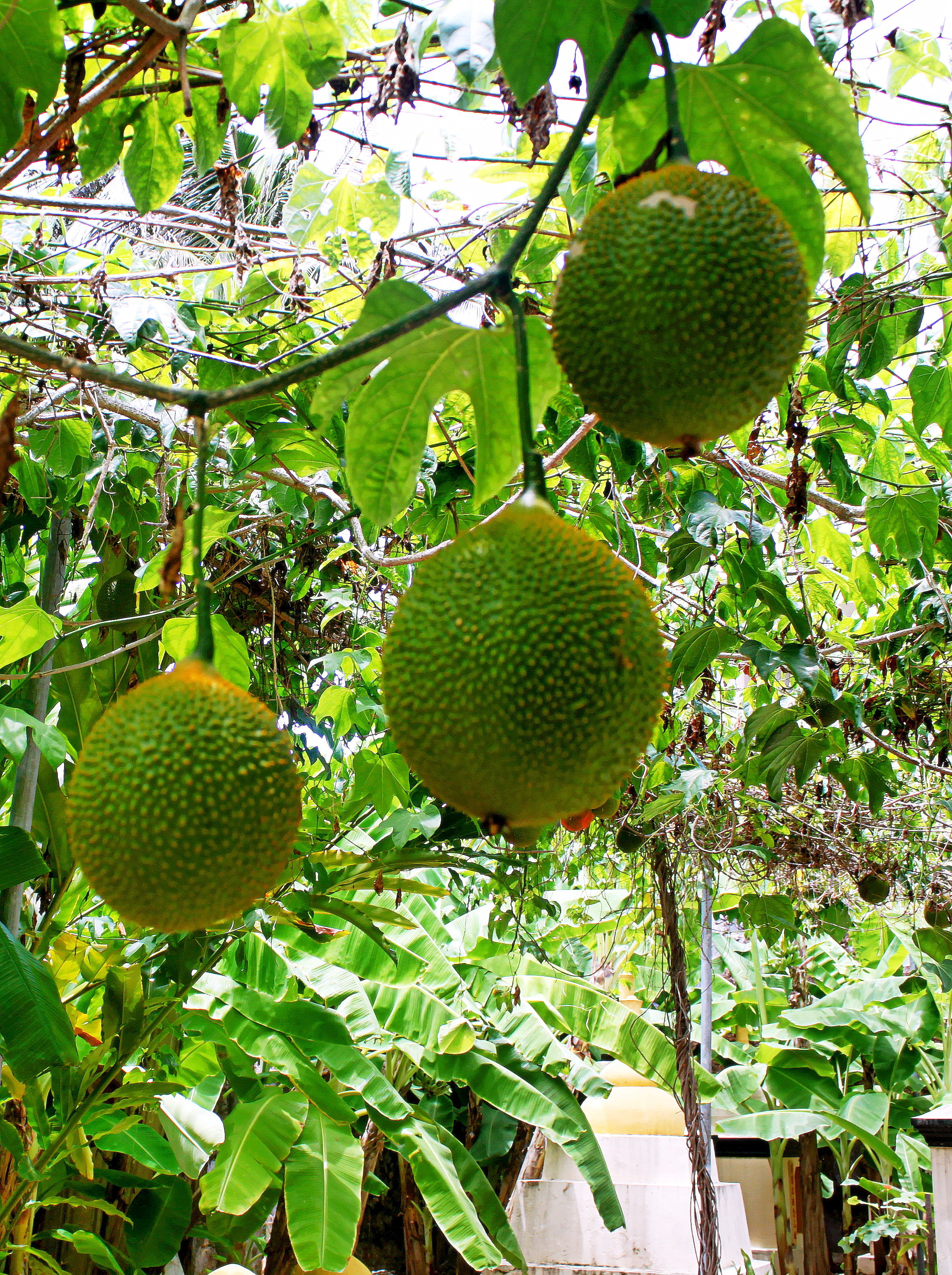
Fruits verts.
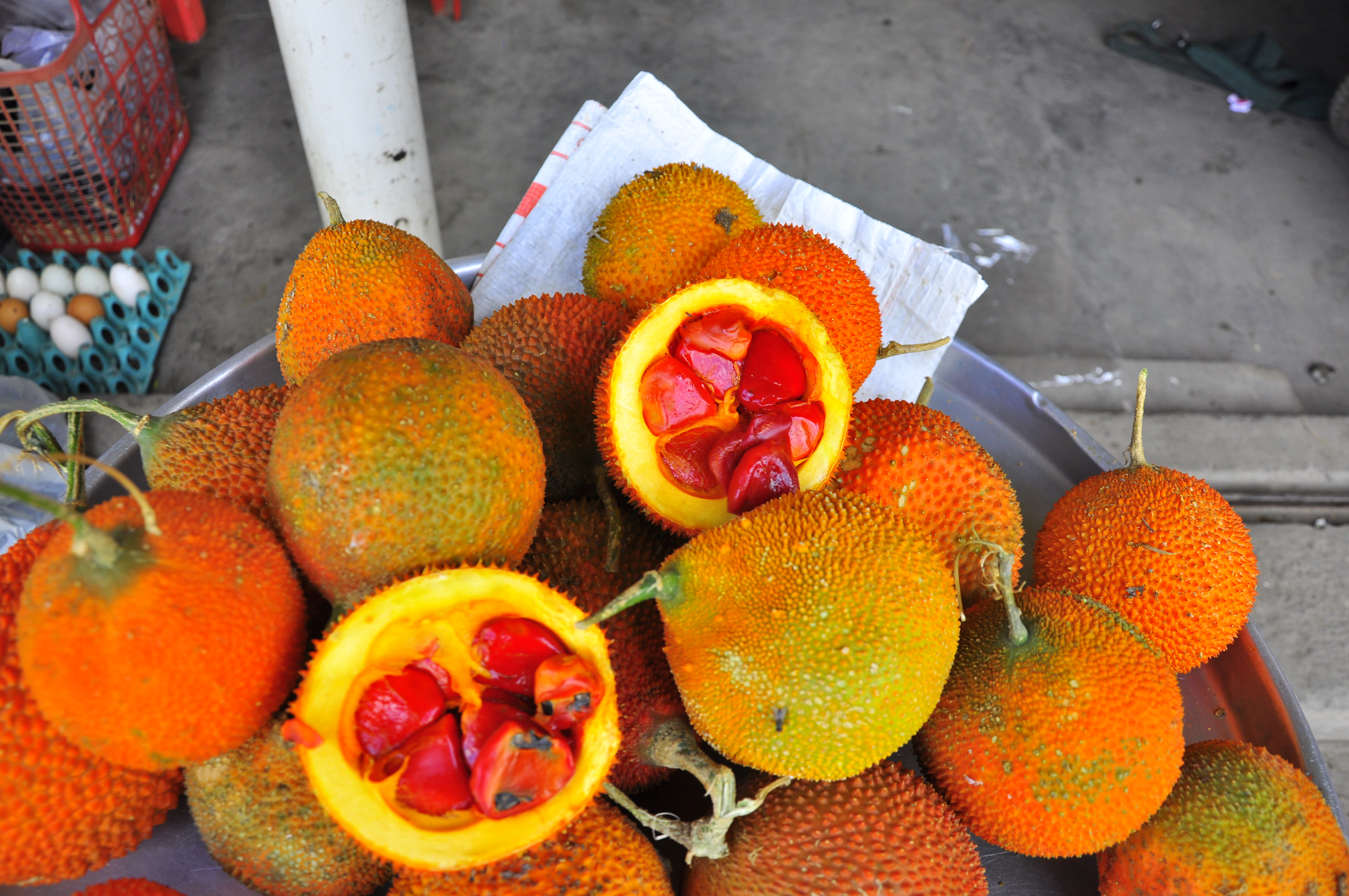
Fruits mûrs, Hô Chi Minh-Ville (Saïgon), au Vietnam.

Ce fruit a une saveur douce comme le moringa. On le consomme de diverses façons : frais, cuit ou en poudre. Incorporé dans les aliments traditionnels, le gac ajoute à la fois de la couleur et un apport nutritionnel.
Les fruits sont reconnus pour leur forte concentration en bêta-carotène supérieure à celle des carottes. Il en est de même pour la concentration en lycopène, plus élevée que celle des tomates.

## Consommation
Les arilles contenus dans les fruits mûrs se consomment frais ou cuits.
Au Vietnam, les arilles sont cuits avec du riz pour faire un plat traditionnel appelé xôi gấc, servi lors des mariages et de la nouvelle année.

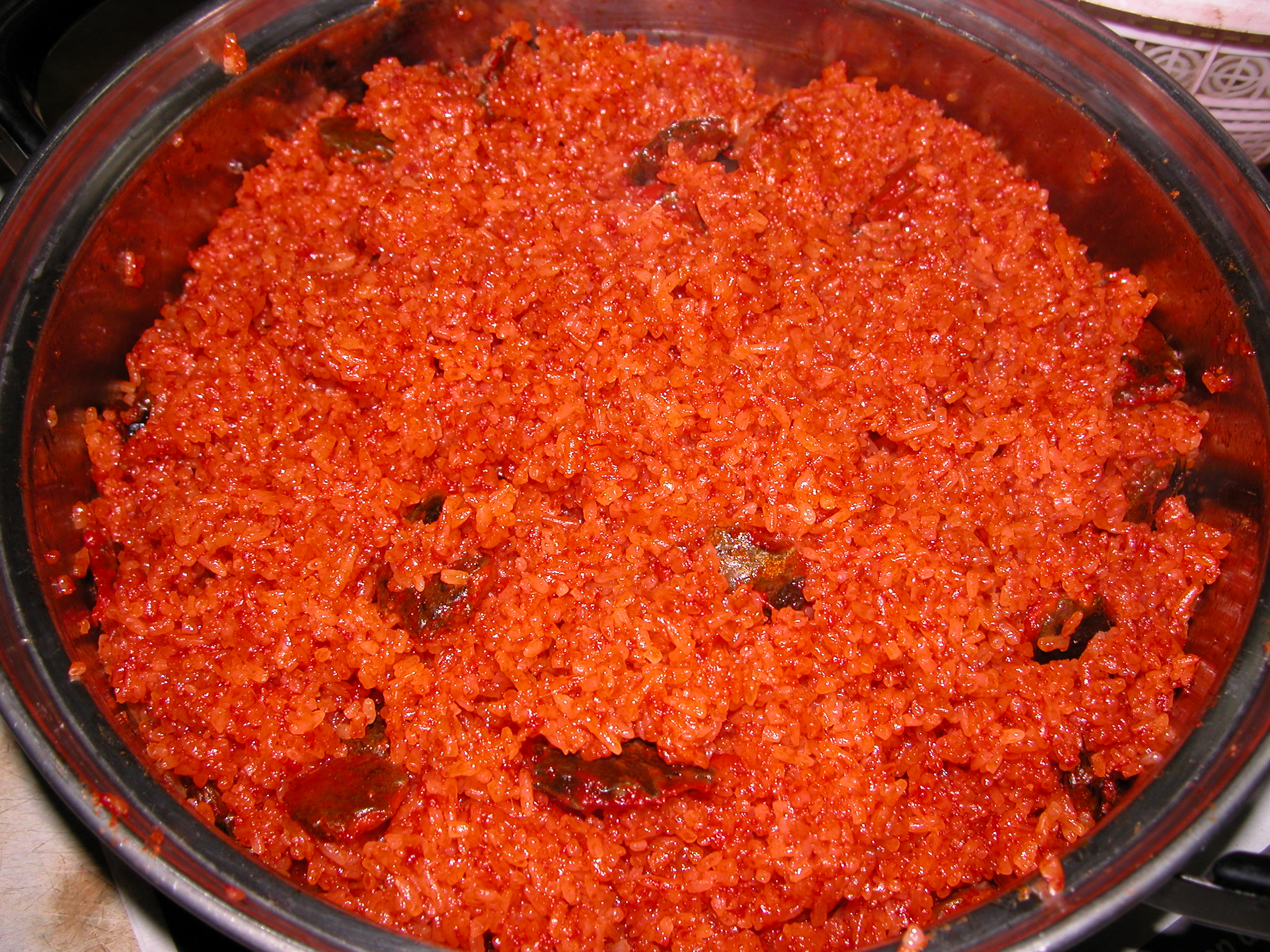
Plat de Xôi gấc.

Ils peuvent être conservés en les séchant et en les réduisant en poudre, ou en extrayant l'huile par pression. Il faut environ 100 kg de fruits frais pour obtenir 1 litre d'huile de gac.
Les fruits immatures, une fois pelés, et les jeunes feuilles sont bouillis et incorporés dans les caris, notamment en Inde . La peau externe, la pulpe (mésocarpe) et les graines à maturité ne sont pas consommables ; la pulpe et la peau sont utilisées comme engrais ou pour nourrir des bovins.
Au Sri Lanka, le gac est préparé en curry, et en Thaïlande, il est accommodé en crème glacée.

## Usage médicinal
Le gac fait partie de la pharmacopée traditionnelle d'Asie du Sud-Est. Il est utilisé pour ses propriétés médicinales depuis au moins 1200 ans en Chine et au Vietnam. Les graines de gac, nommées mù biē zǐ ont divers usages thérapeutiques externes et internes 
Du fait de leur haute teneur en bêta-carotène et lycopène, des extraits des arilles de gac servent à produire des compléments alimentaires.

## Publication originale
- (Lour.) Spreng., Syst. Veg. 3: 14 1826.